# Mrštane
Mrštane je naselje u gradu Leskovcu, Jablanički upravni okrug, Srbija. Prema popisu iz 2022. godine u Mrštanu je živjelo 1147 stanovnika.